# Mehrzad Madanchi

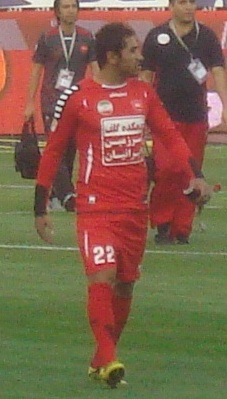
Mehrzad Madanchi

Mehrzad Madanchi, persisch مهرزاد معدنچى, (* 10. Oktober 1985 in Schiraz) ist ein ehemaliger iranischer Fußballspieler. Er spielte seit dem Jahr 2011 bei Al-Shaab in der Premier Division in den Vereinigten Arabischen Emiraten. Er ist ehemaliger iranischer Nationalspieler. Seine Position war das linke Mittelfeld.

## Karriere
Madanchi startete seine Karriere im Fußballclub Homa Shiraz. Nach überzeugenden Leistungen wurde er schließlich zu Fajr Sepasi, einem von zwei Topclubs in Shiraz, transferiert. Nach einer erfolgreichen Saison 2004/2005 spielte er beim iranischen Topclub Persepolis Teheran und anschließend für mehrere Klubs in den Vereinigten Arabischen Emiraten, wohin er nach einem wenig erfolgreichen Jahr in der Iranian Pro League bei Steel Azin FC 2011 wieder zurückkehrte, um dort bei Al-Shaab in der Premier Division zu spielen.